# Marija Hlucharowa
Marija Hlucharowa (Dobroe Pole, província de Kurskel, Ucrânia, 20 de março de 1927 - Teodósia, República de Crimeia, 8 de junho de 2015) foi uma professora de geografia ucraniana, Heroína do Trabalho Socialista (1978) e membro da Sociedade Geográfica da URSS e Ucrânia.

## Biografia
Nasceu em 20 de março de 1927 no povoado de Dobroe Pole (agora distrito de Khomutovsky da região de Kursk) numa família de camponeses.
Em 1947 se formou na escola secundária, após a qual ingressou no departamento de correspondência do Instituto Pedagógico Estatal de Kursk da Faculdade de Ciências Naturais e Geografia.
Começou a trabalhar como professora na escola Romanovskaya (região de Kursk), logo como directora.
Em 1955 transladou-se à cidade de Konstantinovka (região de Donetsk), onde de 1955 a 1957 trabalhou como professora de biologia na escola para jovens trabalhadores n.° 4. Em 1957 mudou-se para a cidade de Teodósia (Crimeia), onde ensinou geografia de 1957 a 1960 na escola n.° 6, e, de 1960 a 2002, na escola n.° 2. Em seu trabalho, utilizou métodos de ensino avançados. Criou o museu escolar "Dmitri Uliánov" e uma universidade de conhecimento pedagógico para pais.
Por decreto do Presidium do Soviete Supremo da URSS do 27 de junho de 1978, Maria Pavlovna Glukhareva foi laureada com o título de Heroína do Trabalho Socialista com a condecoração da Ordem de Lenin e a medalha da Foice e do Martelo por seus grandes serviços em ensino e educação comunista dos estudantes.